# Chromebook Pixel
Chromebook Pixel es una computadora portátil de gama alta que parte de la serie Chromebook de Google. Utiliza el sistema operativo Chrome OS. Fue lanzada al mercado el 21 de febrero de 2013 Finalizó el periodo de actualizaciones en 2018; posteriormente, el 12 de abril de 2013, se lanzó una segunda versión incorporando la tecnología LTE, así como un aumento en el almacenamiento.

## Características

### Procesamiento
- CPU: Intel Core i5-3427U, 1.8 Ghz (Dual-Core)[3]
- GPU: Intel HD Graphics 4000
- RAM: 4 Gb DDR3 SDRAM

### Almacenamiento
- 32 Gb (versión Wi-Fi) / 64 Gb (versión LTE) SSD
- 1 Tb (en la nube a través de Google Drive)

### Pantalla
- 12.85", 2560 x 1700 (239 ppi)
- 400 Nit de brillo
- 178° ángulo de visión
- Multitáctil
- Gorilla Glass

### Cámara
- 720p HD integrada (frontal)

### Audio
- Jack de 3.5 mm
- Micrófono integrado
- Cancelación de ruido
- Altavoces estéreo integrados

### Conexiones
- WLAN Wi-Fi - 802.11 a/b/g/n, Dual-Band (2.4 GHz / 5 GHz), 2 x 2 MIMO
- Módem LTE (versión LTE)
- Bluetooth 3.0

### Dimensiones
- 297.7 x 224.6 x 16.2 mm
- 1.52 kg